# John Collins (Schots voetballer)
John Collins (Galashiels, 31 januari 1968) is een Schots voetbaltrainer en voormalig voetballer.

## Interlandcarrière
Collins kwam in totaal 58 keer (twaalf doelpunten) uit voor de nationale ploeg van Schotland in de periode 1988–1999. Hij maakte zijn debuut op 17 februari 1988 in de vriendschappelijke uitwedstrijd tegen Saoedi-Arabië (2-2). Hij nam in dat duel de tweede treffer van de Schotten voor zijn rekening nadat Maurice Johnston de bezoekers op 1-1 had gezet. Collins nam met Schotland deel aan het WK voetbal 1990 in Italië, en aan het WK voetbal 1998 in Frankrijk.
| Interlanddoelpunten | Interlanddoelpunten | Interlanddoelpunten | Interlanddoelpunten               | Interlanddoelpunten | Interlanddoelpunten | Interlanddoelpunten | Interlanddoelpunten |
| #                   | Datum               | Locatie             | Wedstrijd                         | Goal(s)             | Score               | Uitslag             | Wedstrijd           |
| ------------------- | ------------------- | ------------------- | --------------------------------- | ------------------- | ------------------- | ------------------- | ------------------- |
| 1                   | 17/02/1988          | Riyad               | Saoedi-Arabië – Schotland         | 49'                 | 1 – 2               | 2 – 2               | Oefeninterland      |
| 2                   | 27/03/1991          | Glasgow             | Schotland – Bulgarije             | 84'                 | 1 – 0               | 1 – 1               | EK-kwalificatie     |
| 3                   | 19/05/1993          | Tallinn             | Estland – Schotland               | 60'                 | 0 – 2               | 0 – 3               | WK-kwalificatie     |
| 4                   | 08/09/1993          | Aberdeen            | Schotland – Zwitserland           | 50'                 | 1 – 0               | 1 – 1               | WK-kwalificatie     |
| 5                   | 07/09/1994          | Helsinki            | Finland – Schotland               | 65'                 | 0 – 2               | 0 – 2               | EK-kwalificatie     |
| 6                   | 12/10/1994          | Glasgow             | Schotland – Faeröer               | 41'                 | 3 – 0               | 5 – 1               | EK-kwalificatie     |
| 7                   | 12/10/1994          | Glasgow             | Schotland – Faeröer               | 72'                 | 5 – 0               | 5 – 1               | EK-kwalificatie     |
| 8                   | 26/04/1995          | Serravalle          | San Marino – Schotland            | 19'                 | 0 – 1               | 0 – 2               | EK-kwalificatie     |
| 9                   | 05/10/1996          | Riga                | Letland – Schotland               | 17'                 | 0 – 1               | 0 – 2               | WK-kwalificatie     |
| 10                  | 23/05/1998          | New York            | Colombia – Schotland              | 25'                 | 1 – 1               | 2 – 2               | Oefeninterland      |
| 11                  | 10/06/1998          | Parijs              | Brazilië – Schotland              | 37' (pen.)          | 1 – 1               | 2 – 1               | WK-eindronde        |
| 12                  | 05/10/1999          | Glasgow             | Schotland – Bosnië en Herzegovina | 26' (pen.)          | 1 – 0               | 1 – 1               | EK-kwalificatie     |